# Förhandsvisning (datorprogram)
Förhandsvisning (Preview på engelska) är en programvara som ingår i macOS-operativsystemet i form av en bildvisare och PDF-visare. Det öppnar upp möjligheten för användare att visa och  skriva ut digitala bilder och Portable Document Format-dokument (PDF). Programmet kan öppna över 30 olika filformat.

## Historia
Precis som macOS i sig så härstammade Förhandsgranskning i operativsystemet NeXTSTEP från företaget NeXT. Sedan 1989 var det del av varje versionssläpp av NeXTSTEP-operativsystemet.

## Filformat som stöds
Förhandsvisning kan öppna följande filformat:
| - AI – Adobe Illustrator Artwork-filer - BMP – Windows Bitmap-filer - CR2 – RAW-bildfil använd av Canon-kameror - DAE – Collada 3D-filer - DNG – Digital Negative-filer - EPS – Encapsulated Postscript-filer (efter en automatisk konvertering till PDF) - FAX – Faxar - FPX – Flashpix-filer - GIF – Graphics Interchange Format-filer - HDR – High Dynamic Range-bildfiler - ICNS – Apple Icon Image-filer - ICO – Windows ikon-filer - JPEG – Joint Photographic Experts Group-filer - JPEG 2000 – JPEG 2000-filer - OBJ – Wavefront-fil - OpenEXR – OpenEXR-filer | - PDF – Portable Document Format version 1.5 + några ytterligare funktioner - PICT – Quickdraw-bildfiler - PNG – Portable Network Graphics-filer - PNTG – Macpaint Bitmap Graphic-filer - PPT – Powerpoint-filer - PS – Adobe Postscript-filer (efter en automatisk konvertering till PDF) - PSD – Adobe Photoshop-filer - QTIF – Quicktime-bildfiler - RAD – Radiance Scene Description-filer - RAW – RAW-bildfiler - SGI – Silicon Graphics Image-filer - STL – STereoLithography 3D-format - TGA – TARGA-bildfiler - TIF (TIFF) – Tagged Image File Format-filer - XBM – X Bitmap-filer |